# شورلاین (واشینگتن)
شورلاین (به انگلیسی: Shoreline) شهری در شهرستان کینگ ایالت واشینگتن است که در سرشماری سال ۲۰۱۰ میلادی، ۵۳۰۰۷ نفر جمعیت داشته‌است.